# Lochamer-Liederbuch

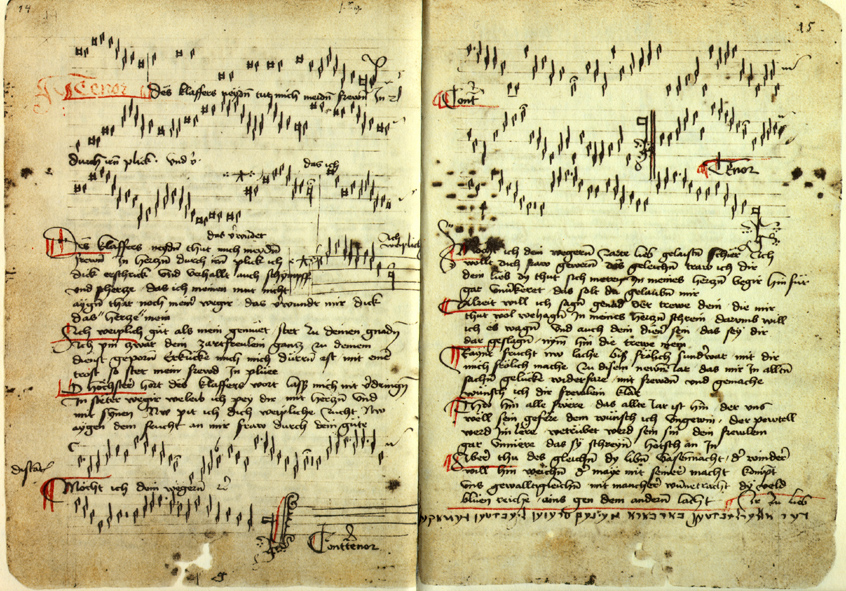
Twee bladen uit het Lochamer-Liederbuch (f. 14v-15r).

Het Lochamer-Liederbuch (ook: Locheimer of Lochheimer Liederbuch) is een handschrift met een uitgebreide verzameling Duitse liederen van het einde van de late middeleeuwen. Het wordt gedateerd rond het midden van de vijftiende eeuw.

## Beschrijving
Het handschrift, gemaakt in Neurenberg, bevat ongeveer 50 liederen (afhankelijk van de manier van tellen). Het gaat om een- tot driestemmige liederen. Voor bijna de helft van de liedjes is dit handschrift de enig bekende vindplaats. De liedbundel bevindt zich in de Staatsbibliotheek van Berlijn.
De verzameling stamt voor het grootste deel uit de jaren 1451-1453, de toevoegingen lopen echter door tot rond 1460. De belangrijkste schriftsteller was broeder Jodocus von Windsheim, die wel wordt gerekend tot de school van organist en componist Conrad Paumann (overl. 1473).
Het handschrift toont de opkomst van wereldlijke liederen naast kerkelijke liederen. Daaronder vallen liedjes als 'All mein' Gedanken, die ich hab'; 'Ich fahr dahin'; 'Der Wald hat sich entlaubet'; en 'Ich spring an diesem Ringe'. Enkele liedjes kunnen aan een laatmiddeleeuwse liedschrijver toegeschreven worden, zoals de Monnik van Salzburg (Mönch von Salzburg) en Oswald von Wolkenstein.
Het tweede deel van het Lochamer liedboek bevat 31 orgeltabulaturen van Conrad Paumann, onder de naam 'Fundamentum organisandi' (deze zijn ook terug te vinden in het Buxheimer orgelboek). De twee delen ontstonden onafhankelijk van elkaar, maar werden vermoedelijk al snel in één band gebonden. 

## De naam van het liedboek

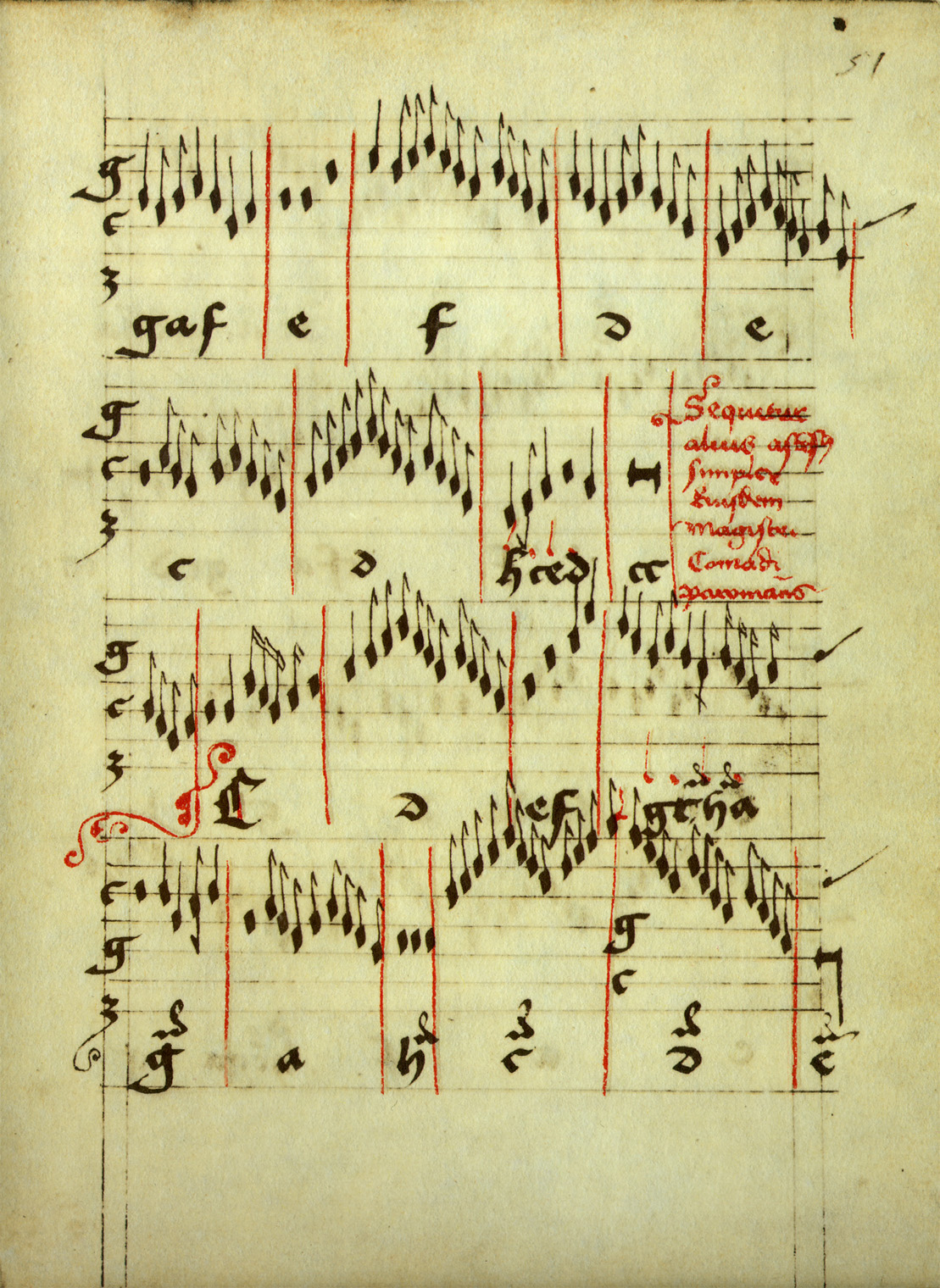
Muzieknotatie in het Lochamer-Liederbuch (f. 51r).

Het liederenhandschrift is genoemd naar zijn eerste eigenaar. In een aantekening van rond 1500 staat deze vermeld als Wolflein von Lochamer: "Wolflein von Locham(e)r ist das gesenngk büch". Aangenomen werd dat hij Joods was, vanwege de voornaam (die bij de Joden wijdverbreid was) en vanwege een opdracht in Hebreeuws schrift. De toevoeging 'von Lochamer' werd destijds opgevat als een verwijzing naar een herkomst (een plaats met de naam Lochheim).
Inmiddels is echter duidelijk geworden, dat de opdracht niet van een schrijver afkomstig is met kennis van het Jiddisch of Hebreeuws. Wolflein (von) Lochamer maakt deel uit van een christelijke patriciërsfamilie uit Neurenberg. Omdat het woord 'Lochamer' niet naar een plaats, maar naar een achternaam verwijst, wordt de naam van het liedboek in het Duits tegenwoordig geschreven met een tussenstreepje.

## Voorbeelden van opgenomen liederen
- All mein' Gedanken, die ich hab
- Der Wald hat sich entlaubet
- Der winter will hinweichen
- Es taget vor dem Walde
- Ich fahr dahin
- Ich spring an diesem Ringe
- Mein mut ist mir betrübet gar
- Möchte ich dein begeren
- Wach auf, mein Hort (Wolkenstein)

## Uitgaven
- Locheimer-Liederbuch und das Fundamentum organisandi von Conrad Paumann, facsimile, sameng. door Konrad Ameln (Berlijn, 1925)
- Lochamer-Liederbuch und das Fundamentum organisandi von Conrad Paumann, facsimile, sameng. door Konrad Ameln (Kassel, 1972)
- Das Lochamer-Liederbuch, sameng. door Walter Salmen en Christoph Petzsch (Wiesbaden, 1972)
- Das Lochamer Liederbuch in neuer Übertragung und mit ausführlichem Kommentar (3 delen), sameng. door Marc Lewon (Reichelsheim, 2007–2009)
- Deutsche Lieder des Mittelalters von Walther von der Vogelweide bis zum Lochamer Liederbuch: Texte und Melodien, sameng. door Hugo Moser en Joseph Müller-Blattau (Stuttgart, 1968)